# 杏野なつ
杏野 なつ（あんの なつ、1997年7月12日 - ）は、日本の元タレント。
千葉県出身。元スターダストプロモーション芸能3部所属。
スターダストプロモーションの退社日は2020年3月31日。

## 人物
- みにちあ☆ベアーズ、私立恵比寿中学（転校（脱退）時の出席番号は4番）[2]の元メンバー。
- 私立恵比寿中学所属時の自己紹介は「 マジカルマジカルマジカルなっちゃん！お菓子といったら～(あんどーなつ！)、MCといったら～(なっちゃん！)、そんな私は～(杏野なつ！)、（※ここまでマジカルバナナにのせて）黙っていれば清純派、出席番号4番、杏野なつです。」
- 趣味：お菓子作り[1]
- 特技：バスケットボール・水泳[1]
- 好きな本・マンガ：ONE PIECE・アオハライド[3]
- 好きな映画：ハリー・ポッター[3]
- シャンプー・コンディショナー：ハーバルエッセンス
- 妹が一人いる。

## 出演作品
※私立恵比寿中学としての出演／作品は、「私立恵比寿中学」の項を参照のこと。

### テレビ
- ブザー・ビート〜崖っぷちのヒーロー〜  11話（みにちあ☆ベアーズ）（2009年9月21日、フジテレビ）[1]
- お仕事タウン（2009年4月5日、BS11）[1]

### 雑誌
- チューボー（2010年9月3日、海王社）[1]
- なかよし 2010年3月号・2010年4月号（2010年2月2日、2010年3月2日、講談社）[1]

### WEB
- OCN TODAY 今日の美少女写真Vol.56 [4]